# Andrea Marcon
Andrea Marcon (nacido en Treviso en 1963) es un clavecinista, organista y director de orquesta italiano. En la actualidad, es profesor en la Schola Cantorum Basiliensis (Suiza) y en el Mozarteum de Salzburgo (Austria), así como director titular de la Orquesta Barroca de Venecia (desde su fundación en 1997), del grupo de música antigua La Cetra Barockorchester Basel (desde 2009) y de la Orquesta Ciudad de Granada (desde 2012). Asimismo, es director artístico, junto con Roberto Antonello, del Festival Organistico Internazionale "Città di Treviso".

## Biografía
Comenzó su formación musical de la mano de Vanni Ussardi, obteniendo los títulos superiores de órgano y clave y, entre 1983 y 1987, realiza estudios de música antigua en la Schola Cantorum Basiliensis (entidad a la que regresaría años más tarde como profesor), donde recibió clases de Jordi Savall, Jean-Claude Zehnder y Jesper Bøje Christensen; posteriormente, se ha especializado en música italiana. Entre los músicos que han influido en su carrera, destacan Ton Koopman, Luigi Ferdinando Tagliavini y Hans van Nieuwkoop.
En 1983, fundó el grupo de música antigua Sonatori de la Gioiosa Marca, que dirige hasta su disolución en 1997, tras años de buena acogida por parte público y crítica. En 1995, Marcon creó una academia de órgano en su ciudad natal y, dos años más tarde, fundó la Orquesta Barroca de Venecia, en colaboración con la Scuola musicale di San Rocco, formación con la que aborda la interpretación con criterios historicistas de las obras maestras del periodo barroco italiano, haciendo uso de instrumentos de la época o de copias fieles de los mismos.
Desde su juventud, ha ofrecido conciertos en algunos de los festivales y salas de conciertos más célebres de Europa, Estados Unidos, Canadá y Asia, tanto en calidad de clavecinista u organista como de director invitado, al frente de distintas formaciones. Así, ha actuado en el Royal Albert Hall y Barbican Centre de Londres, Konzerthaus de Berlín, Concertgebouw de Ámsterdam, Théâtre du Châtelet de París, el Konzerthaus y Musikverein de Viena, el Carnegie Hall de Nueva York, Palacio de la Música Catalana de Barcelona, Palacio de la Música y Congresos de Valencia de Valencia o Auditorio Manuel de Falla de Granada, entre otros. Como director invitado, ha dirigido algunas de las formaciones más importantes del mundo, como la Orquesta Filarmónica de Berlín, Orquesta Sinfónica de la WDR de Colonia, Orquesta Sinfónica de la NDR de Hamburgo, Orquesta Filarmónica de Bremen, Real Filharmonía de Galicia, Orquesta de Cámara de Potsdam, Orquesta de Cámara de Ginebra, Orquesta Sinfónica de Lucerna, Orquesta Mozarteum de Salzburgo, Orquesta Sinfónica de Montecarlo, así como las orquestas de distintos teatros de ópera en Europa (Fráncfort del Meno, Basilea, Venezia y Potsdam) y Norteamérica (Los Ángeles). Entre sus proyectos, destaca el estreno en Estados Unidos de la ópera Siroe, rey de Persia'' de Georg Friedrich Händel, el cual se tuvo lugar en Nueva York y fue ampliamente elogiado por parte de la crítica.
Su actividad de investigación en el ámbito musical le ha llevado a redescubrir algunas óperas desconocidas del barroco, como L’Orione de Francesco Cavalli, Il vespro di Natale de Claudio Monteverdi, L’Olimpiade de Domenico Cimarosa, La morte di Adone e Il trionfo della poesia e della musica de Benedetto Marcello, o Andromeda liberata de Antonio Vivaldi. Paralelamente al mundo operístico, Marcon ha registrado, junto la Orquesta Barroca de Venecia y el gran violinista Giuliano Carmignola, algunos conciertos de Vivaldi nunca antes grabados. Tras haber realizado algunos discos con los varios sellos (entre los que destacan Divox, Deutsche Grammophon y Sony Classical), actualmente tiene un contrato en exclusiva con Archiv Produktion.

## Premios
- 1985 - International Bach-Händel Competition (Brujas, Bélgica)
- 1986 - Paul Hofhaimer Organ Competition. Primer premio (Innsbruck, Austria)
- 1991 - Concorso clavicembalistico di Bologna. Primer premio (Bolonia, Italia)
- 1996 - Premio Internazionale del Disco "Antonio Vivaldi" per la Musica Antica Italiana, por el disco The Heritage of Frescobaldi (Fondazione Cini - Venecia, Italia)
- 1996 - Preis der Deutschen Schallplattenkritik en la categoría de Música para clave y órgano, por el disco The Heritage of Frescobaldi
- 1997 - Preis der Deutschen Schallplattenkritik en la categoría de Música para clave y órgano, por el disco Domenico Scarlatti: Sonatas for Organ
- 2000 - Diapason d'Or, por el disco Vivaldi: The Four Seasons
- 2001 - Diapason d'Or, por el disco Vivaldi: Late Violin Concertos
- 2001 - Choc de l'année du Monde de la musique, por el disco Vivaldi: Late Violin Concertos
- 2001 - Premio ECHO Klassik en la categoría de Grabación de concierto del año, otorgado por la crítica alemana, por el disco Vivaldi: The Four Seasons
- 2002 - Premio ECHO Klassik en la categoría de Ensemble/Orquesta del año, otorgado por la crítica alemana, por el disco Vivaldi: Late Violin Concertos
- 2003 - Diapason d'Or, por el disco Locatelli: L'Arte del Violino Op. 3 Concertos Nos. 1, 2, 10, 11
- 2003 - Preis der Deutschen Schallplattenkritik en la categoría de Canción y recital vocal, por el disco Bach: Arias
- 2004 - Preis der Deutschen Schallplattenkritik en la categoría de Música para clave y órgano, por el disco Masters of the Italian Renaissance
- 2007 - Preis der Deutschen Schallplattenkritik en la categoría de Canción y recital vocal, por el disco Amor sacro. Antonio Vivaldi: Mottetti
- 2007 - Premio Edison Klassiek en la categoría de Barroco, otorgado por la crítica holandesa, por el disco Vivaldi: Concerti e Sinfonie per Archi
- 2009 - Diapason d'Or, por el disco Vivaldi: Concertos for Two Violins
- 2009 - Preis der Deutschen Schallplattenkritik en la categoría de Recital vocal, por el disco Magdalena Kožená sings Vivaldi
- 2010 - Premio Lírico Teatro Campoamor en la categoría de Dirección musical, otorgado por la crítica española, por Ariodante de Händel
- 2014 - Premio Gramophone, en la categoría de Recital, por el disco Farinelli: Porpora Arias
- 2015 - Nominación a los Premios Grammy, por el disco Farinelli: Porpora Arias

## Discografía
Andrea Marcon posee una amplia discografía, con más de cuarenta títulos:
- 1992 - Festal Music for Three Organs and Organ for Four Hands, con Annerös Hulliger y Philip Swanton —órgano— (Koch Schwann)
- 1992 - Antonio Vivaldi: Le quattro stagioni, con Sonatori de la gioiosa Marca y Giuliano Carmignola —violín— (Divox Antiqua)
- 1994 - Scarlatti: Works for Organ and Harsichord (Appassionato)
- 1995 - The Heritage of Frescobaldi (Divox Antiqua; ganador del Premio Internazionale del Disco per la Musica Antica Italiana "Antonio Vivaldi" 1996 y del Preis der Deutschen Schallplattenkritik 1996)
- 1995 - Antonio Vivaldi: Humane Passioni, con Sonatori de la gioiosa Marca y Giuliano Carmignola —violín— (Divox Antiqua)
- 1996 - Antonio Vivaldi: Concerti per le solennità, con Sonatori de la gioiosa Marca y Giuliano Carmignola —violín— (Divox Antiqua)
- 1997 - Domenico Scarlatti: Sonatas for Organ (Divox Antiqua; ganador del Preis der Deutschen Schallplattenkritik 1997)
- 1998 - Marcello: Oboe Concertos, con la Orquesta Barroca de Venecia y Paolo Grazzi, Sylvia Pozzer y Roberto Balconi —oboes— (Arts Music)
- 1998 - L'eredità Frescobaldiana, Vol. 2 (Divox Antiqua)
- 1998 - 18th Century Venetian Organ Art (Divox Antiqua)
- 1999 - New Ideas in Weimar (Haenssler)
- 1999 - Bach: Organ Works (Ohrdruf, Lüneburg and Arnstadt) (Haenssler)
- 1999 - Bergano: Romantic Organ Works (Historical Organ Series, Vol. 3) (Divox)
- 2000 - Vivaldi: The Four Seasons; Three Violin Concertos, con la Orquesta Barroca de Venecia y Giuliano Carmignola —violín— (Sony Music; ganador del Diapason d'Or 2000 y del Premio ECHO Klassik 2001 en la categoría de Grabación de concierto del año)
- 2000 - Heyday in Weimar (Haenssler)
- 2001 - Vivaldi: Late Violin Concertos, con la Orquesta Barroca de Venecia y Giuliano Carmignola —violín— (Sony Classical; ganador del Diapason d'Or 2001, del Choc de l'année du Monde de la musique 2001 y del Premio ECHO Klassik 2002)
- 2002 - Bach: Sonatas for Violin and Harpsichord, con Giuliano Carmignola —violín— (Sony Classical)
- 2002 - Locatelli: L'Arte del Violino Op. 3 Concertos Nos. 1, 2, 10, 11, con la Orquesta Barroca de Venecia y Giuliano Carmignola —violín— (Sony Classical; ganador del Diapason d'Or 2003)
- 2002 - Late Vivaldi Concertos, con la Orquesta Barroca de Venecia y Giuliano Carmignola —violín— (Sony Classical)
- 2003 - Bach: Arias, con la Orquesta Barroca de Venecia, y Angelika Kirchschlager —mezzosoprano— y Giuliano Carmignola —violín— (Sony Classical; ganador del Preis der Deutschen Schallplattenkritik 2003 en la categoría de Canción y recital vocal)
- 2004 - Andromeda Liberata: Music by Vivaldi and Others, con la Orquesta Barroca de Venecia y Giuliano Carmignola —violín— (Archiv Produktion)
- 2004 - 3 Centuries of Italian Organ Music (Divox)
- 2004 - Canzon del Principe (Divox)
- 2004 - Masters of the Italian Renaissance (Divox Antiqua; ganador del Preis der Deutschen Schallplattenkritik 2004 en la categoría de Música para clave y órgano)
- 2005 - Concerto Veneziano, con la Orquesta Barroca de Venecia y Giuliano Carmignola —violín— (Archiv Produktion)
- 2006 - Francesco Cavalli: L'Orione, con la Orquesta Barroca de Venecia (Motette)
- 2006 - Monza: I nuovi organi del Duomo (Divox Antiqua)
- 2006 - Vivaldi: Violin Concertos, con la Orquesta Barroca de Venecia y Giuliano Carmignola —violín— (Archiv Produktion)
- 2006 - Vivaldi: Concertos and Sinfonias for strings, con la Orquesta Barroca de Venecia (Archiv Produktion)
- 2006 - Organ Series, Vol. 6: Girolamo Frescobaldi (Divox Antiqua)
- 2006 - Manuel García: El Poeta Calculista; Tonadillas, con la Orquesta Ciudad de Granada, y Ruth Rosique —soprano— y Mark Tucker —tenor— (Junta de Andalucía)
- 2007 - Amor Sacro. Antonio Vivaldi: Mottetti, con la Orquesta Barroca de Venecia y Simone Kermes —soprano— (Archiv Produktion; ganador del Preis der Deutschen Schallplattenkritik 2007 en la categoría de Canción y recital vocal)
- 2007 - Vivaldi: Concerti e Sinfonie per Archi, con la Orquesta Barroca de Venecia (Universal Classical & Jazz; ganador del Premio Edison Klassiek 2007 en la categoría de Barroco)
- 2008 - Vivaldi: Concertos for Two Violins, con la Orquesta Barroca de Venecia, y Giuliano Carmignola y Viktoria Mullova —violines— (Archiv Produktion; ganador del Diapason d'Or 2009)
- 2009 - Ah! mio cor (Handel Arias), con la Orquesta Barroca de Venecia y Magdalena Kožená —soprano— (Archiv Produktion)
- 2009 - Magdalena Kožená sings Vivaldi, con la Orquesta Barroca de Venecia y Magdalena Kožená —soprano— (Archiv Produktion; ganador del Preis der Deutschen Schallplattenkritik 2009 en la categoría de Recital vocal)
- 2009 - Concerto Italiano, con la Orquesta Barroca de Venecia y Giuliano Carmignola —violín— (Archiv Produktion)
- 2010 - Rosso: Italian Baroque Arias, con la Orquesta Barroca de Venecia y Patricia Petibon —soprano— (Deutsche Grammophon)
- 2011 - Mozart: Overtures, con La Cetra (Deutsche Grammophon)
- 2011 - Mozart's Garden, con La Cetra y Mojca Erdmann (Deutsche Grammophon)
- 2011 - Viva!, con la Orquesta Barroca de Venecia y Simone Kermes —soprano— (Archiv Produktion)
- 2012 - Nouveau Monde: Baroque Arias and Songs, con La Cetra y Patricia Petibon —soprano— (Deutsche Grammophon)
- 2013 - Farinelli: Porpora Arias, con la Orquesta Barroca de Venecia y Philippe Jaroussky —contratenor— (Erato; ganador del Premio Gramophone 2014 en la categoría de Recital y nominado a los Premios Grammy 2015)
- 2014 - Antonio Caldara: La Concordia de' Pianeti, con La Cetra (Archiv Produktion)
- 2015 - Vivaldi: The Four Seasons, con la Orquesta Barroca de Venecia y Avi Avital —mandolina— (Deutsche Grammophon)